# WTA Elite Trophy 2019
WTA Elite Trophy 2019, oficiálně Hengqin Life WTA Elite Trophy 2019, představoval jeden ze dvou závěrečných tenisových turnajů ženské profesionální sezóny 2019 pro nejlepší hráčky okruhu, které nestartovaly na navazujícím Turnaji mistryň. Účast si zajistily podle specifických kritérií. Herní systém dvouhry měl formát čtyř tříčlenných základních skupin, jejichž vítězky postoupily do závěrečné vyřazovací fáze. Ve čtyřhře se hrály dvě základní skupiny o třech párech, jejichž vítězky se utkaly ve finále. Celkové odměny činily 2 419 844 dolarů.
Turnaj se konal mezi 22. až 27. říjnem 2019 v jihočínském městě Ču-chaj. Dějištěm se popáté staly dvorce s tvrdým povrchem v Mezinárodním tenisovém centru Cheng-čchin. Řadil se do kategorie Tour Championships.
Pátý singlový titul na okruhu WTA Tour a čtvrtý na čínské půdě vybojovala 21letá Běloruska Aryna Sabalenková, která se posunula na 11. místo světového žebříčku. Premiérovou společnou trofej ze čtyřhry si odvezl ukrajinsko-slovinský pár Ljudmyla Kičenoková a Andreja Klepačová.

## Turnaj

### Kvalifikační kritéria
WTA Elite Trophy byl pořádán pro tenistky, které obdržely pozvání od řídící Ženské tenisové asociace (WTA).

#### Tvorba žebříčku

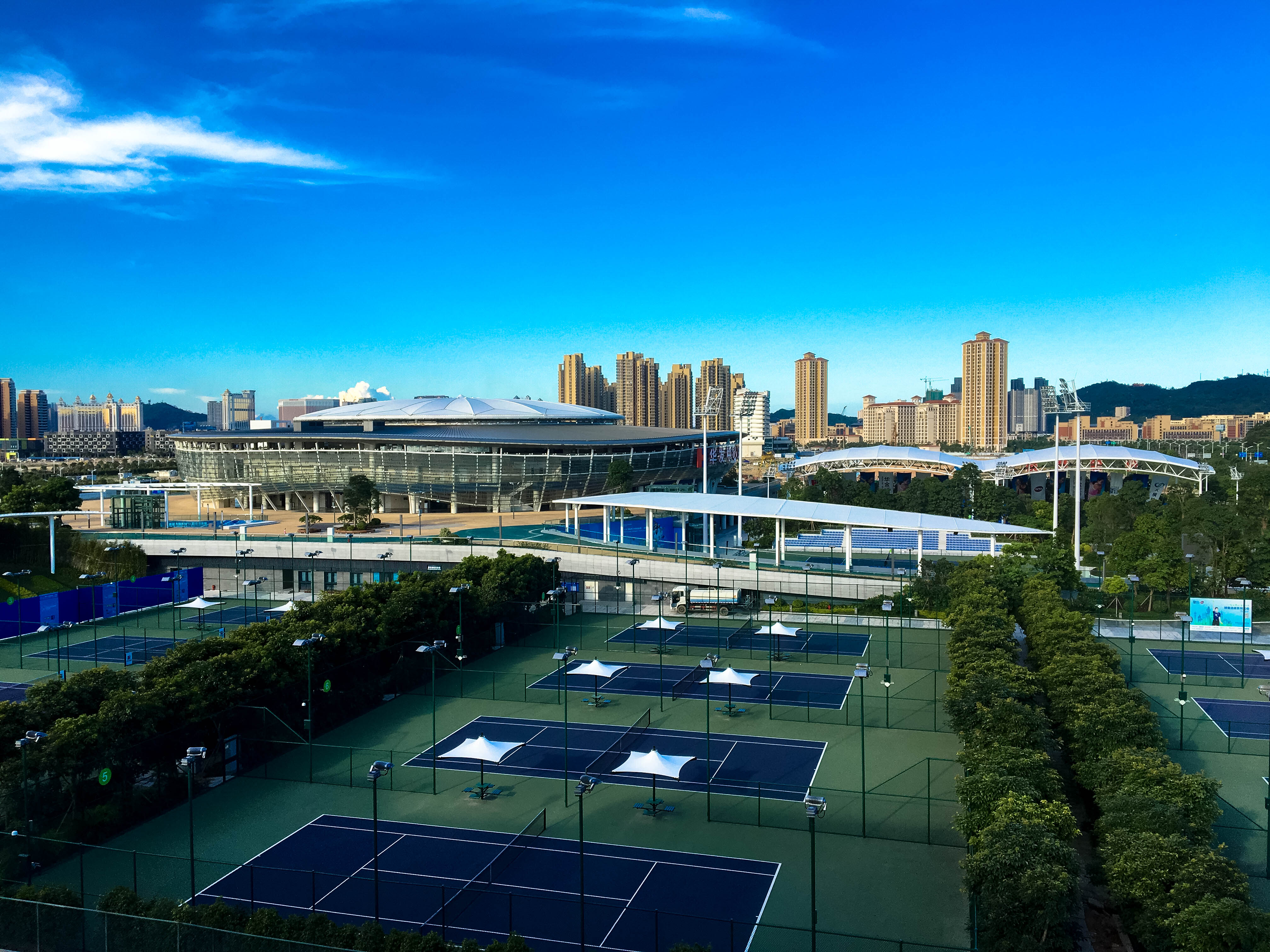
Mezinárodní tenisové centrum Cheng-čchin

Ve dvouhře byly žebříčkové body kumulovány ze šestnácti turnajů. Mezi ně se povinně započítávaly čtyři Grand Slamy, čtyři události Premier Mandatory a nejlepší výsledky ze dvou turnajů Premier 5.
Ve čtyřhře byly žebříčkové body kumulovány z jedenácti nejlepších výsledků páru jakýchkoli turnajů v sezóně. Nemusely se tak povinně započítávat Grand Slamy ani události kategorie Premier.

### Dvouhra
Soutěž dvouhry byla uspořádána ve formátu dvanácti singlistek z 9.–20. místa žebříčku WTA, s možností zařazení jedné hráčky startující na divokou kartu. Tenistky byly rozděleny do čtyř tříčlenných základních skupin, v nichž každá hráčka hrála dva zápasy proti zbylým členkám skupiny. Vítězka každé skupiny postoupila do semifinále, v němž se rozhodlo o finalistkách. Do turnaje také mohly zasáhnout Serena Williamsová a Kiki Bertensová, náhradnice z Turnaje mistryň poprvé konaného po skončení WTA Elite Trophy.

### Čtyřhra
Soutěže čtyřhry se účastnilo šest dvojic. První čtyři páry měly být určeny dle regulí žebříčkovým pořadím v klasifikaci dvojic WTA, které se neprobojovaly na Turnaj mistryň, tj. umístěným na 9.–12. místě či nižším, pokud na Turnaj mistryň postoupily náhradnice. Dvě zbylá místa byla obsazena dvojicemi, které obdržely divokou kartu. 
Páry byly zformovány do dvou tříčlenných skupin, v nichž se utkaly systémem každý s každým. Vítězné dvojice postoupily do finále.

### Kritéria pořadí v základní skupině
Konečné pořadí v základní skupině se řídilo následujícími kritérii:
1. největší počet vyhraných utkání
2. největší počet odehraných utkání
3. pokud měly dvě hráčky stejný počet výher, pak rozhodlo jejich vzájemné utkání; pokud měly tři hráčky stejný počet výher, pak:

a) tenistka, která odehrála méně než tři utkání byla automaticky vyřazena a dále postoupila hráčka, jež vyhrála vzájemný zápas mezi dvěma zbývajícími; nebo
b) dalším kritériem bylo nejvyšší procento vyhraných setů; nebo
c) dalším kritériem bylo nejvyšší procento vyhraných her.

### Ambasadorka turnaje
Ambasadorkou pátého ročníku turnaje se počtvrté stala Němka Steffi Grafová, 22násobná grandslamová vítězka a bývalá světová jednička, která podpořila závěrečnou událost.

### Finanční odměny a body
Celkový rozpočet turnaje mistryň činil 2 419 844 dolarů.
| Fáze | dvouhra        | dvouhra  | čtyřhra       | čtyřhra |
| Fáze | výdělek        | body     | výdělek       | body    |
| --- | -------------- | -------- | ------------- | ------- |
| vítězky | ZS + 515 000 $ | ZS + 460 | ZS + 30 000 $ | —       |
| finalistky | ZS + 155 000 $ | ZS + 200 | ZS + 22 346 $ | —       |
| semifinalistky | ZS + 15 009 $  | ZS       | —             | —       |
| za výhru v zákl. skupině | —              | 120      | + 5 500 $     | —       |
| za prohru v zákl. skupině | —              | 40       | —             | —       |
| 1. místo zákl. skupiny | 206 000 $      | —        | —             | —       |
| 2. místo zákl. skupiny | 128 500 $      | —        | —             | —       |
| 3. místo zákl. skupiny | 46 500 $       | —        | —             | —       |
| startovné | —              | —        | 17 080 $      | —       |
| Poznámky |                |          |               |         |
| - částky uváděny v amerických dolarech ($) - ZS – celkové finanční odměny či body získané v základní skupině - finanční odměny ve čtyřhře uváděny na celý pár |                |          |               |         |

## Ženská dvouhra

### Startující hráčky
Tabulka uvádí sezónní výsledky a odpovídající bodový zisk kvalifikovaných hráček, včetně odhlášených.
| WTA | Tenistka                   | Grand Slam | Grand Slam | Grand Slam | Grand Slam | Premier Mandatory | Premier Mandatory | Premier Mandatory | Premier Mandatory | Nejlépe na Premier 5 | Nejlépe na Premier 5 | Nejlépe na dalších turnajích | Nejlépe na dalších turnajích | Nejlépe na dalších turnajích | Nejlépe na dalších turnajích | Nejlépe na dalších turnajích | Nejlépe na dalších turnajích | Body  | Turnaje | T i t u l y |
| --- | -------------------------- | ---------- | ---------- | ---------- | ---------- | ----------------- | ----------------- | ----------------- | ----------------- | -------------------- | -------------------- | ---------------------------- | ---------------------------- | ---------------------------- | ---------------------------- | ---------------------------- | ---------------------------- | ----- | ------- | ----------- |
| WTA | Tenistka                   | Austr      | French     | Wimbl      | US Open    | Indian W          | Miami             | Madrid            | Peking            | 1.                   | 2.                   | 1.                           | 2.                           | 3.                           | 4.                           | 5.                           | 6.                           | Body  | Turnaje | T i t u l y |
| 9. | Serena Williamsová         | QF 430     | 32k 130    | F 1300     | F 1300     | 32k 65            | 32k 65            | A 0               | A 0               | F 585                | 32k 60               |                              |                              |                              |                              |                              |                              | 3935  | 8       | 0           |
| 10. | Kiki Bertensová            | 64k 70     | 64k 70     | 32k 130    | 32k 130    | 16k 120           | 16k 120           | Titul 1000        | SF 390            | SF 350               | 16k 105              | Titul 470                    | SF 185                       | SF 185                       | SF 185                       | F 180                        | F 180                        | 3870  | 25      | 2           |
| 11. | Johanna Kontaová           | 64k 70     | SF 780     | QF 430     | QF 430     | 32k 65            | 64k 35            | 32k 65            | A 0               | F 585                | 64k 1                | F 180                        | QF 60                        | 16k 55                       | 16k 55                       | 16k 55                       | Q2 13                        | 2879  | 16      | 0           |
| 12. | Sofia Keninová             | 64k 70     | 16k 240    | 64k 70     | 32k 130    | 64k 35            | 64k 10            | 64k 10            | 16k 120           | SF 350               | SF 350               | Titul 280                    | Titul 280                    | Titul 280                    | F 180                        | 16k 105                      | 16k 105                      | 2,615 | 23      | 3           |
| 13. | Madison Keysová            | 16k 240    | QF 430     | 64k 70     | 16k 240    | 64k 10            | 64k 10            | 64k 10            | 32k 65            | Titul 900            | 32k 60               | Titul 470                    | QF 100                       | 64k 1                        | 32k 1                        |                              |                              | 2607  | 14      | 2           |
| 14. | Aryna Sabalenková          | 32k 130    | 64k 70     | 128k 10    | 64k 70     | 16k 120           | 64k 10            | 64k 10            | 32k 10            | Titul 900            | 16k 105              | F 305                        | Titul 280                    | SF 185                       | SF 110                       | 16k 105                      | QF 100                       | 2520  | 23      | 2           |
| 15. | Petra Martićová            | 32k 130    | QF 430     | 16k 240    | 16k 240    | 128k 10           | 64k 35            | QF 215            | 64k 10            | QF 190               | 64k 1                | F 305                        | Titul 280                    | SF 185                       | SF 185                       | 64k 1                        | 64k 1                        | 2458  | 17      | 1           |
| 16. | Markéta Vondroušová        | 64k 70     | F 1300     | 128k 10    | A 0        | QF 215            | QF 215            | A 0               | A 0               | QF 190               |                      | F 180                        | F 180                        | 32k 30                       |                              |                              |                              | 2390  | 9       | 0           |
| 17. | Angelique Kerberová        | 16k 240    | 128k 10    | 64k 70     | 128k 10    | F 650             | 32k 65            | 32k 65            | 32k 65            | 16k 105              | 64k 1                | F 305                        | SF 185                       | SF 185                       | SF 110                       | SF 110                       | QF 100                       | 2276  | 20      | 0           |
| 18. | Elise Mertensová           | 32k 130    | 32k 130    | 16k 240    | QF 430     | 32k 65            | 32k 65            | 64k 10            | 32k 65            | 32k 60               | 32k 60               | Titul 470                    | SF 185                       | QF 100                       | 32k 60                       | QF 60                        | QF 60                        | 2190  | 25      | 1           |
| 19. | Alison Riskeová            | 128k 10    | 128k 10    | QF 430     | 64k 70     | 128k 10           | 64k 35            | 64k 10            | 16k 120           | F 585                | 16k 105              | Titul 280                    | F 180                        | Titul 140                    | 32k 90                       | 16k 55                       | 16k 55                       | 2185  | 23      | 1           |
| 20. | Donna Vekićová             | 64k 70     | 16k 240    | 128k 10    | QF 430     | 64k 10            | 32k 65            | 16k 120           | 64k 10            | 16k 105              | 32k 60               | F 305                        | SF 185                       | SF 185                       | F 180                        | SF 110                       | QF 100                       | 2185  | 22      | 0           |
| 21. | Amanda Anisimovová         | 16k 240    | SF 780     | 64k 70     | A 0        | 64k 35            | 64k 35            | Q1 2              | 64k 10            | 32k 60               | 32k 60               | Titul 280                    | QF 100                       | QF 60                        | QF 60                        | 64k 1                        | 32k 1                        | 1794  | 15      | 1           |
| 22. | Maria Sakkariová           | 32k 130    | 64k 70     | 32k 130    | 32k 130    | 128k 10           | 64k 35            | 64k 10            | A 0               | SF 380               | QF 190               | Titul 280                    | SF 185                       | QF 100                       | QF 60                        | 32k 30                       | 64k 1                        | 1741  | 22      | 1           |
| 23. | Sloane Stephensová         | 16k 240    | QF 430     | 32k 130    | 128k 10    | 64k 10            | 32k 65            | SF 390            | 32k 65            | 16k 105              | 16k 105              | QF 100                       | 16k 55                       | 16k 30                       | 16k 1                        | 32k 1                        | 32k 1                        | 1738  | 19      | 0           |
| 24. | Dajana Jastremská          | 32k 130    | 128k 10    | 16k 240    | 32k 130    | 128k 10           | 64k 35            | 64k 10            | 32k 65            | QF 190               | 16k 105              | Titul 280                    | Titul 280                    | QF 60                        | 32k 60                       | QF 60                        | 16k 55                       | 1720  | 23      | 2           |
| 25. | Anett Kontaveitová         | 64k 70     | 128k 10    | 32k 130    | 32k 130    | 16k 120           | SF 390            | 64k 10            | A 0               | 16k 105              | 16k 105              | F 305                        | QF 100                       | 32k 60                       | 16k 55                       | 16k 55                       | 32k 30                       | 1675  | 17      | 0           |
| 26. | Karolína Muchová           | 128k 40    | 64k 70     | QF 430     | 32k 130    | A 0               | 64k 65            | A 0               | 64k 10            | Q3 18‡               | 32k 1‡               | Titul 280                    | SF 185                       | F 180                        | QF 125                       | QF 60                        | 16k 30                       | 1624  | 14      | 1           |
| Náhradnice |                            |            |            |            |            |                   |                   |                   |                   |                      |                      |                              |                              |                              |                              |                              |                              |       |         |             |
| 27. | Anastasija Sevastovová     | 16k 240    | 16k 240    | 64k 70     | 32k 130    | 32k 65            | 32k 65            | 16k 120           | 64k 10            | 64k 1                | 64k 1                | Titul 280                    | SF 110                       | QF 100                       | QF 100                       | 16k 55                       | 16k 30                       | 1617  | 24      | 1           |
| 28. | Julia Görgesová            | 128k 10    | 128k 10    | 32k 130    | 16k 240    | 32k 65            | 32k 65            | 64k 10            | 64k 10            | 32k 60               | 32k 60               | F 305                        | Titul 280                    | F 180                        | QF 100                       | 16k 55                       | 16k 30                       | 1610  | 21      | 1           |
| 29. | Wang Čchiang               | 32k 130    | 64k 70     | 3k2 130    | QF 430     | 16k 120           | QF 215            | 64k 10            | 64k 10            | 16k 105              | 64k 1                | SF 110                       | QF 60                        | SF 57                        | 16k 55                       | 16k 30                       | 16k 30                       | 1563  | 20      | 0           |
| 30. | Anastasija Pavljučenkovová | QF 430     | 128k 10    | 128k 10    | 64k 70     | 64k 10            | 64k 10            | 64k 10            | 32k 65            | 32 60                | 16 30‡               | F 305                        | F 305                        | QF 100                       | QF 60                        | 16k 55                       | 16k 30                       | 1560  | 22      | 0           |
| Divoká karta |                            |            |            |            |            |                   |                   |                   |                   |                      |                      |                              |                              |                              |                              |                              |                              |       |         |             |
| 40. | Čeng Saj-saj               | 128k 10    | 128k 10    | 128k 10    | 128k 10    | 128k 10           | 128k 10           | 16k 120           | 16k 120           | 32k 60               | 32k 60               | Titul 470                    | Titul 160                    | QF 100                       | F 85                         | QF 60                        | QF 60                        | 1355  | 26      | 1           |
| divoká karta náhradnice odhlášení z turnaje ‡ Hráčka na konečném žebříčku 2018 nefigurovala v první dvacítce pořadí. Proto nebyl vyžadován zápočet dvou nejlepších výsledků z kategorie Premier 5 a na dané pozici je zapsán její další nejlepší bodový výsledek. |                            |            |            |            |            |                   |                   |                   |                   |                      |                      |                              |                              |                              |                              |                              |                              |       |         |             |

| Legenda | Legenda                   | Legenda | Legenda             |
| ------- | ------------------------- | ------- | ------------------- |
| A       | neúčast hráčky na turnaji | 128k    | 128 hráček v kole   |
| QF      | prohra ve čtvrtfinále     | 64k     | 64 hráček v kole    |
| SF      | prohra v semifinále       | 32k     | 32 hráček v kole    |
| F       | prohra ve finále          | 16k     | 16 hráček v kole    |
| 0/2000  | získané body na turnaji   | Titul   | vítězství v turnaji |

## Ženská čtyřhra

### Startující páry
| Nasazení                                                                  | stát       | hráčka              | stát      | hráčka            | WTA |
| ------------------------------------------------------------------------- | ---------- | ------------------- | --------- | ----------------- | --- |
| 1.                                                                        | Čína       | Tuan Jing-jing      | Čína      | Jang Čao-süan     | 58. |
| 2.                                                                        | Ukrajina   | Ljudmyla Kičenoková | Slovinsko | Andreja Klepačová | 66. |
| 3.                                                                        | Chorvatsko | Darija Juraková     | Polsko    | Alicja Rosolská   | 67. |
| 4.                                                                        | Gruzie     | Oxana Kalašnikovová | USA       | Sofia Keninová    | 99. |
| Žebříček WTA k 21. říjnu 2019; číslo je součtem umístění obou členek páru |            |                     |           |                   |     |

### Jiné formy účasti
Následující páry obdržely divokou kartu do hlavní soutěže:
- Ťiang Sin-jü /  Tchang Čchien-chuej
- Wang Sin-jü /  Ču Lin

## Přehled finále

### Ženská dvouhra
- Aryna Sabalenková vs.  Kiki Bertensová, 6–4, 6–2

### Ženská čtyřhra
- Ljudmyla Kičenoková /  Andreja Klepačová

vs.  Tuan Jing-jing /  Jang Čao-süan, 6–3, 6–3